# Margarita Fischer
Margarita Fischer (12 de febrero de 1886-11 de marzo de 1975) fue una actriz teatral y cinematográfica estadounidense, activa en la época del cine mudo.

## Biografía

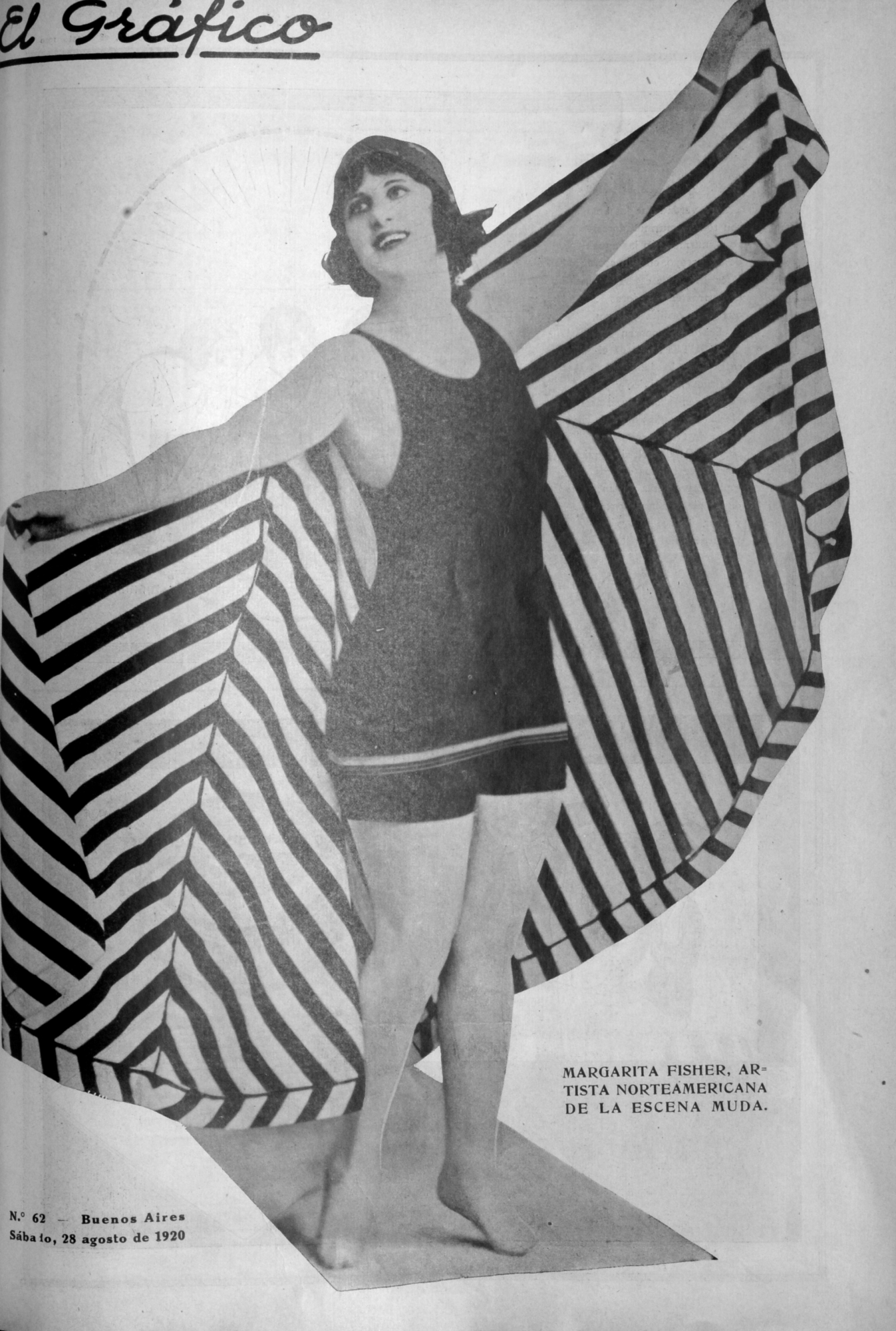
Margarita Fisher en 1920.

Nacida en Missouri Valley, Iowa, su padre, John, era un destacado juglar. El debut teatral de Fischer tuvo lugar en Portland, Oregón, con el famoso papel de Adrienne en The Celebrated Case. Ella actuó en sus inicios en compañías de teatro de repertorio de la Costa del Pacífico, primero como actriz infantil y, más tarde, en papeles de estrella ingenua. Su creciente fama hizo que su padre formara la Margarita Fischer Stock Company, grupo teatral que viajó a lo largo de la Costa del Pacífico durante varios años. 
Fischer conoció a su futuro marido, el director cinematográfico Harry A. Pollard, cuando ambos actuaban en obras de teatro de repertorio en San Francisco. Unos años más tarde volvieron a coincidir cuando trabajaban para Selig Polyscape Company, los estudios Independent Moving Pictures de Nueva York y, más adelante, Universal Pictures.
Fischer trabajó en el cine mudo en Hollywood desde 1910 a 1927. Su primera experiencia en la pantalla tuvo lugar con American Company. Después trabajó tres años para Universal encarnando primeros personajes femeninos.  En 1913 tuvo el papel protagonista de How Men Propose, film escrito y dirigido por uno de los directores más conocidos de aquellos años, Lois Weber, para Universal en una época en la cual dicha compañía todavía tenía su sede en la costa este. 
Entre sus papeles más conocidos figura el de la esclava Topsy en el film de 1913, basado en la novela de Harriet Beecher Stowe, Uncle Tom's Cabin, dirigido por Otis Turner. En el mismo actuaba también Harry A. Pollard. Con este papel Fischer ganó un contrato a largo término con la American Film Company, y recibió el reconocimiento internacional como la American Beauty de la pantalla. Pollard dirigió años más tarde la superproducción de Universal Uncle Tom's Cabin, estrenada en 1927. En esta ocasión Fischer hacía el papel de una más Madura Eliza. 
En abril de 1916 Fischer y su marido fundaron Pollard Picture Plays Corporation. Pollard dirigía y Fischer actuaba, colaborando ambos con el productor George Lederer. Su primera producción fue The Pearl of Paradise, rodada en Los Ángeles, Honolulu, y la Polinesia. 
Durante la Primera Guerra Mundial Fischer cambió su apellido por Fisher,  a fin de evitar el sentimiento antialemán que se produjo en Estados Unidos.
Margarita Fischer falleció en Encinitas, California, en 1975, a causa de una enfermedad cardiaca. Tenía 89 años de edad. Fue enterrada en Forest Lawn Memorial Park de Glendale.

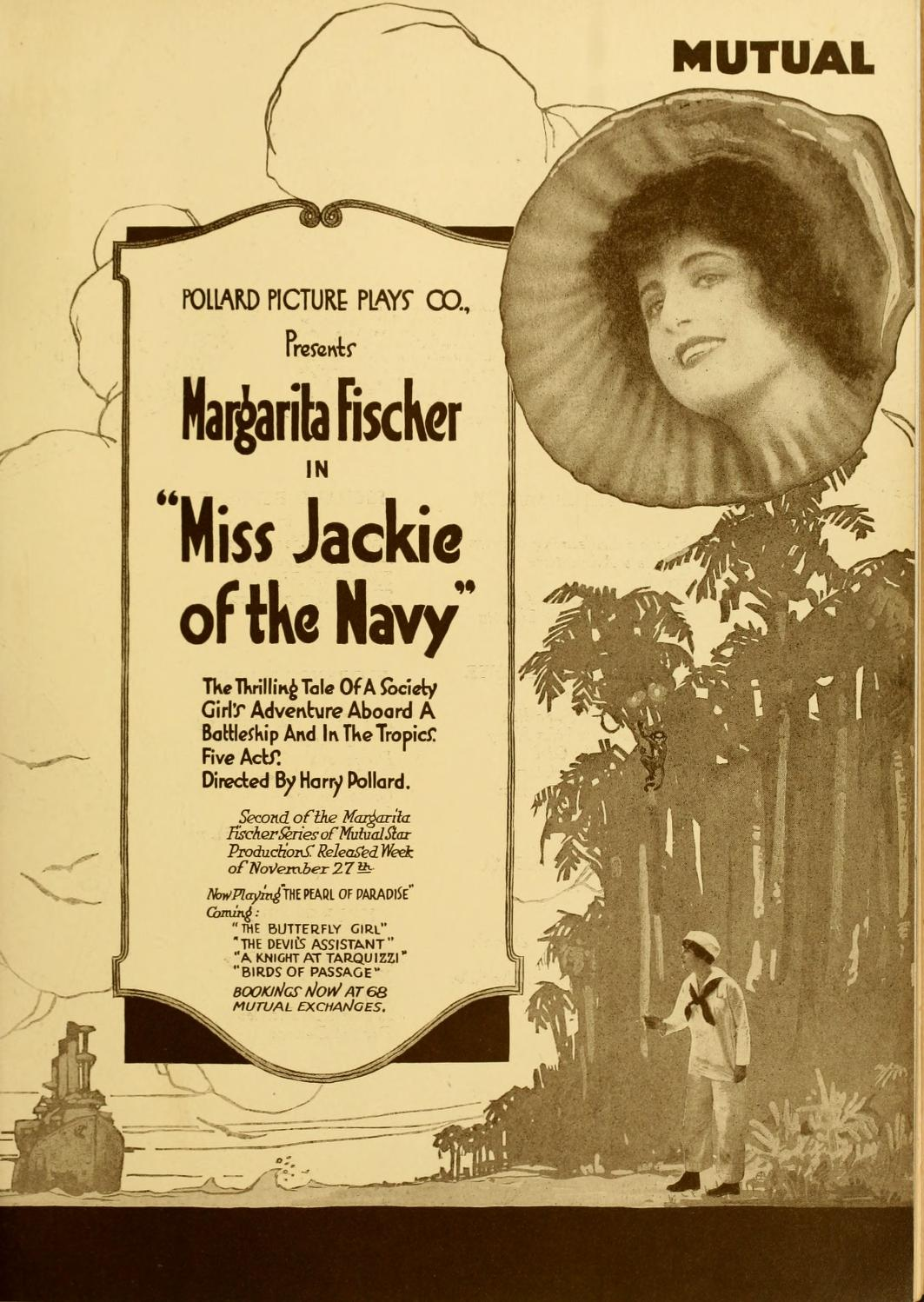
Miss Jacky of the Navy (1916)
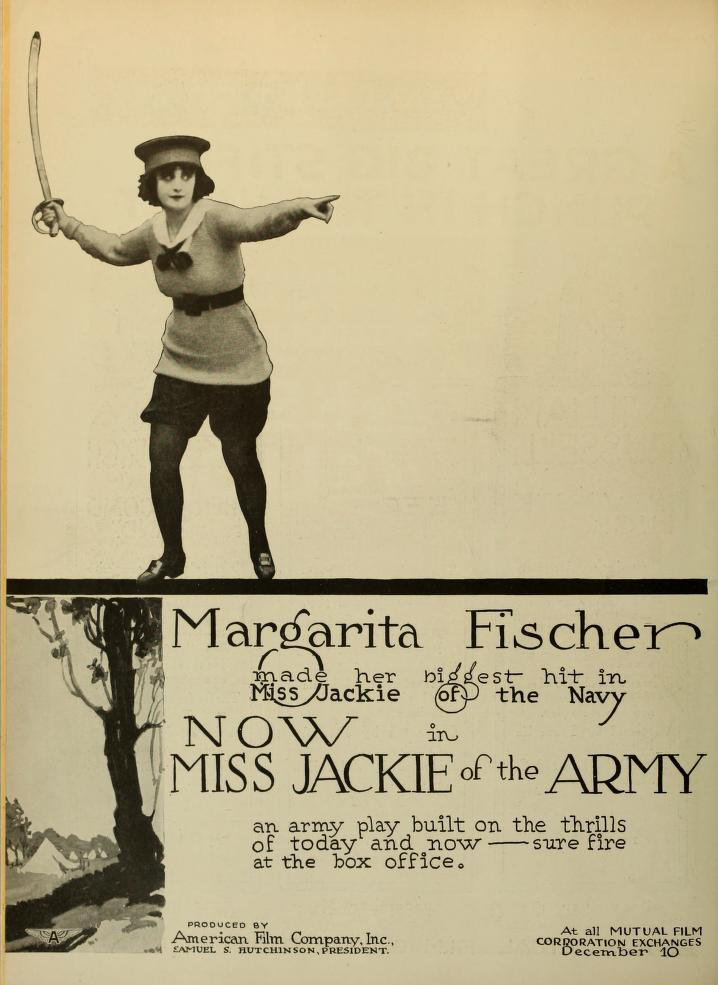
Miss Jacky of the Army (1917)
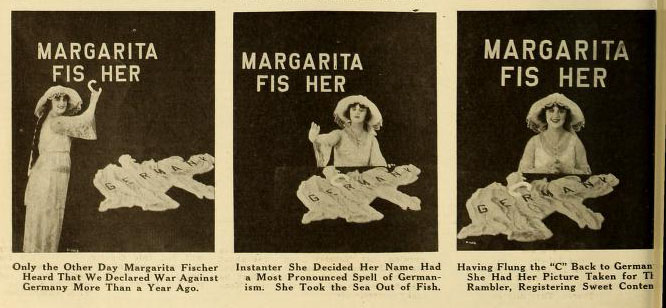
Cambio de apellido durante la guerra.
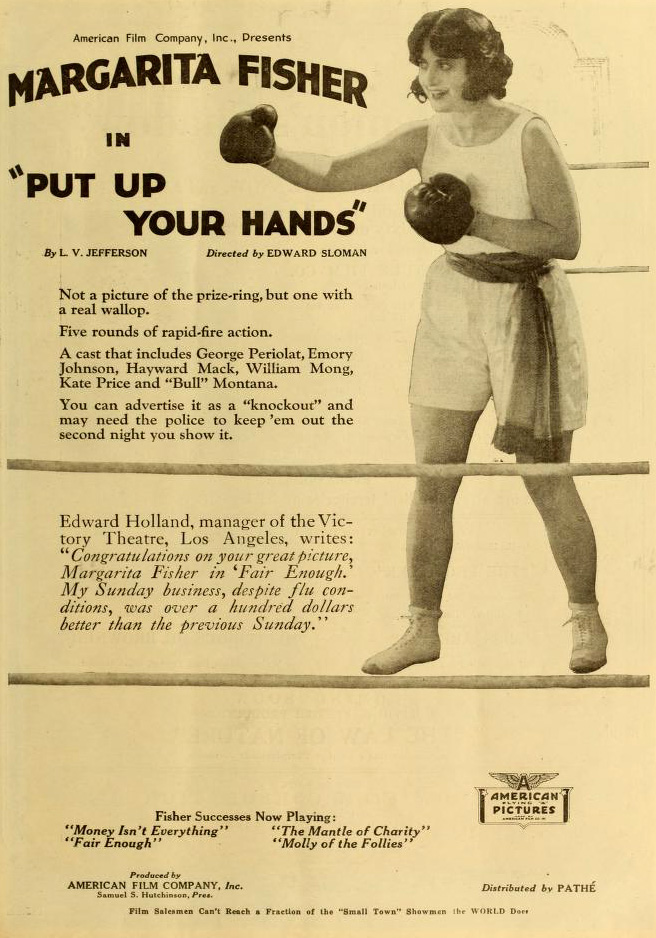
Put Up Your Hands (1919)

## Filmografía completa como actriz[4]

### 1910
| - There, Little Girl, Don't Cry - Trimming of Paradise Gulch, de Francis Boggs - After Many Years - Romeo and Juliet in Our Town - The Way of the Red Man, de Otis Turner - The Cowboy's Strategem - Her First Long Dress - The Road to Richmond - Big Medicine - The Kentucky Pioneer | - For Her Country's Sake - Settled Out of Court - The Early Settlers - The Vampire - The Merry Wives of Windsor, de Francis Boggs - Two Lucky Jims, de Frank Beal - In the Wilderness - The Squaw and the Man, de Frank Beal |

### 1911
| - The Tenderfoot's Round-Up, de Frank Beal - An Arizona Romance, de Frank Beal - Buddy, the Little Guardian - Bertie's Bandit, de Frank Beal - The Mission in the Desert, de Frank Beal | - Over the Hills, de Joseph W. Smiley y George Loane Tucker - The Girl and the Half-Back - A Pair of Gloves - The Portrait, de Thomas H. Ince y George Loane Tucker - A Lesson to Husbands |

### 1912
| - The Trinity, de Thomas H. Ince - The Worth of a Man, de J. Farrell MacDonald - Mrs. Matthews, Dressmaker - Who Wears Them? - The Rose of California, de Francis J. Grandon - The Call of the Drum, de Francis J. Grandon - Better Than Gold, de Francis J. Grandon - The Baby, de Francis J. Grandon - Squnk City Fire Company, de Francis J. Grandon - Where Paths Meet, de Edward LeSaint - The Dove and the Serpent, de Francis J. Grandon - A Melodrama of Yesterday, de Francis J. Grandon - On the Shore, de Francis J. Grandon - Jim's Atonement, de Edward LeSaint - The Return of Captain John, de Francis J. Grandon - Nothing Shall Be Hidden, de Harry A. Pollard - Love, War and a Bonnet, de Harry A. Pollard | - The Parson and the Medicine Man, de Edward LeSaint - Hearts in Conflict, de Edward LeSaint - The Hand of Mystery - Big Hearted Jim, de Harry A. Pollard - On the Border Line, de Harry A. Pollard - The Exchange of Labels - The Employer's Liability, de Henry Otto - Betty's Bandit, de Henry Otto - The Tribal Law, de Wallace Reid y Otis Turner - A Fight for Friendship, de Henry Otto - Trapped by Fire, de Frank Montgomery - The Regeneration of Worthless Dan, de Harry A. Pollard - An Indian Outcast - Romance and Reality, de Harry A. Pollard - The Rights of a Savage, de Harry A. Pollard - The Mountain Girl's Self-Sacrifice, de Harry A. Pollard - The Old Folks' Christmas, de George Loane Tucker |

### 1913
| - The Great Ganton Mystery - Until Death, de Phillips Smalley y Lois Weber - A Friend of the Family - The Wayward Sister, de Otis Turner - The Turn of the Tide - In Slavery Days, de Otis Turner - The Shadow, de Otis Turner - The Stolen Idol, de Otis Turner - Draga, the Gypsy, de Otis Turner - A Woman's Folly, de Robert Z. Leonard - A Wrong Road - How Men Propose, de Lois Weber - Robinson Crusoe, de Otis Turner - The Power of Heredity - When the Prince Arrived, de Robert Z. Leonard - Sally Scraggs: Housemaid, de Robert Z. Leonard | - Uncle Tom's Cabin, de Otis Turner - The Evil Power, de Otis Turner - The Light Woman, de Lois Weber - The Diamond Makers, de Robert Z. Leonard - The Fight Against Evil - Paying the Price - Shon the Piper, de Otis Turner - Like Darby and Joan - The Thumb Print, de Phillips Smalley y Lois Weber - The Primeval Test, de Otis Turner - The Missionary Box - His Old-Fashioned Dad - A Tale of the Lonely Coast, de Otis Turner - The Boob's Dream Girl, de Otis Turner |

### 1914
| - Withering Roses, de Harry A. Pollard - Fooling Uncle, de Harry A. Pollard - Bess, the Outcast, de Harry A. Pollard - Sally's Elopement, de Harry A. Pollard - The Wife, de Harry A. Pollard - The Sacrifice, de Harry A. Pollard - The Professor's Awakening, de Harry A. Pollard - Italian Love, de Harry A. Pollard - Closed at Ten, de Harry A. Pollard - The Girl Who Dared, de Harry A. Pollard - The Peacock Feather Fan, de Harry A. Pollard - Sweet Land of Liberty, de Harry A. Pollard - Retribution, de Harry A. Pollard - The Musician's Daughter - Mlle. La Mode, de Harry A. Pollard - The Man Who Came Back, de Henry Harrison Lewis - A Flurry in Hats, de Harry A. Pollard - Eugenics Versus Love, de Harry A. Pollard - Lost: A Union Suit, de Carroll Fleming - Her Heritage, de Harry A. Pollard - The Courting of Prudence, de Harry A. Pollard - Jane, the Justice, de Harry A. Pollard | - Drifting Hearts, de Harry A. Pollard - Nancy's Husband, de Harry A. Pollard - The Dream Ship, de Harry A. Pollard - The Tale of a Tailor, de Harry A. Pollard - Via the Fire Escape, de Harry A. Pollard - The Other Train, de Harry A. Pollard - A Joke on Jane, de Harry A. Pollard - Her 'Really' Mother, de Harry A. Pollard - A Midsummer's Love Tangle, de Harry A. Pollard - A Suspended Ceremony, de Harry A. Pollard - Suzanna's New Suit, de Harry A. Pollard - The Silence of John Gordon, de Harry A. Pollard - Susie's New Shoes, de Harry A. Pollard - A Modern Othello, de Harry A. Pollard - The Motherless Kids, de Harry A. Pollard - The Only Way, de Harry A. Pollard - Caught in a Tight Pinch, de Harry A. Pollard - The Legend of Black Rock, de Harry A. Pollard - Nieda, de Harry A. Pollard - Motherhood, de Harry A. Pollard - When Queenie Came Back, de Harry A. Pollard - Cupid and a Dress Coat |

### 1915
| - The Quest, de Harry A. Pollard - The Lonesome Heart, de William Desmond Taylor - The Girl from His Town, de Harry A. Pollard | - Infatuation, de Harry A. Pollard - The Miracle of Life, de Harry A. Pollard |

### 1916
| - The Dragon, de Harry A. Pollard - The Pearl of Paradise, de Harry A. Pollard | - Miss Jackie of the Navy, de Harry A. Pollard |

### 1917
| - The Butterfly Girl, de Henry Otto - The Diamond Thieves, de Robert Z. Leonard - Robinson Crusoe, de Robert Z. Leonard - The Sin Unatoned, de Robert Z. Leonard - The Human Flame, de Robert Z. Leonard | - The Devil's Assistant, de Harry A. Pollard - The Brand of Death, de Wallace Reid - Defiance - The Girl Who Couldn't Grow Up, de Harry A. Pollard - Miss Jackie of the Army, de Lloyd Ingraham |

### 1918
| - The Mantle of Charity, de Edward Sloman - Molly Go Get 'Em, de Lloyd Ingraham - Jilted Janet, de Lloyd Ingraham - Ann's Finish, de Lloyd Ingraham - The Primitive Woman, de Lloyd Ingraham | - The Square Deal, de Lloyd Ingraham - Impossible Susan, de Lloyd Ingraham - Money Isn't Everything, de Edward Sloman - Fair Enough, de Edward Sloman |

### 1919
| - Molly of the Follies, de Edward Sloman - Put Up Your Hands!, de Edward Sloman - Charge It to Me, de Roy William Neill | - Trixie from Broadway, de Roy William Neill - The Tiger Lily, de Van Dyke Brooke - The Hellion, de George L. Cox |

### 1920
| - The Dangerous Talent, de George L. Cox - The Thirtieth Piece of Silver, de George L. Cox | - The Week-End, de George L. Cox - The Gamesters, de George L. Cox |

### 1921
| - Payment Guaranteed, de George L. Cox - Beach of Dreams, de William Parke | - Their Mutual Child, de George L. Cox |

### 1924/1925/1927
| - K - The Unknown, de Harry A. Pollard (1924) - Any Woman, de Henry King (1925) | - Uncle Tom's Cabin, de Harry A. Pollard (1927) |

## Filmografía como guionista
- Fooling Uncle, de Harry A. Pollard (1914)